# Goebel Township
Goebel Township est un ancien township, situé dans le comté d'Oregon, dans le Missouri, aux États-Unis,.
Le township est fondé dans les années 1910 et baptisé en référence à William Goebel, 34e gouverneur du Kentucky.

### Source de la traduction
- (en) Cet article est partiellement ou en totalité issu de l’article de Wikipédia en anglais intitulé « Goebel Township, Oregon County, Missouri » (voir la liste des auteurs).